# Höljessjön
Höljessjön är en sjö i Torsby kommun i Värmland och ingår i Göta älvs huvudavrinningsområde. Sjön har en area på 15,9 kvadratkilometer och ligger 301,1 meter över havet. Sjön är dock reglerad och höjden varierar mellan 270 och 304 meter över havet. Den genomrinns av Klarälven, och sjöns norra ändpunkt är ungefär där älven passerar gränsen mellan Norge och Sverige. 
Höljessjön är ett vattenmagasin som uppstod när Klarälven med biflödena Havsvallen och Varån dämdes upp vid Höljes kraftverk som togs i bruk 1962

## Delavrinningsområde
Höljessjön ingår i det delavrinningsområde (676525-132326) som SMHI kallar för Utloppet av Höljessjön. Medelhöjden är 409 meter över havet och ytan är 102,37 kvadratkilometer. Räknas de 148 avrinningsområdena uppströms in blir den ackumulerade arean 5 988,12 kvadratkilometer. Avrinningsområdets utflöde Göta älv (Röa) mynnar i havet. Avrinningsområdet består mestadels av skog (72 procent). Avrinningsområdet har 16,14 kvadratkilometer vattenytor vilket ger det en sjöprocent på 15,7 procent.